# Convento de San Blas (Lerma)

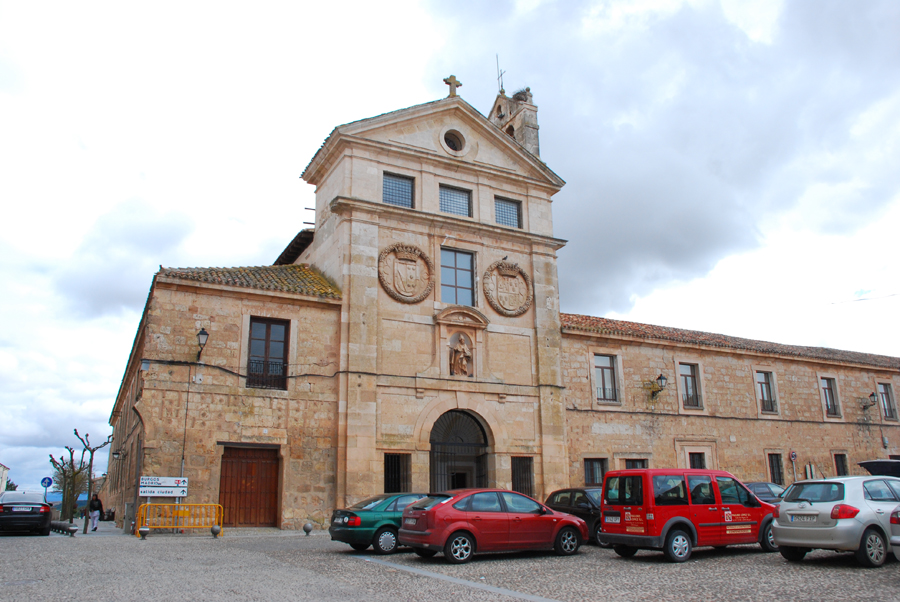
Kirche und Konvent San Blas, Lerma

Der Convento de San Blas ist ein Dominikanerinnenkonvent im Herzen der Gemeinde Lerma in der spanischen Provinz Burgos.

## Geschichte

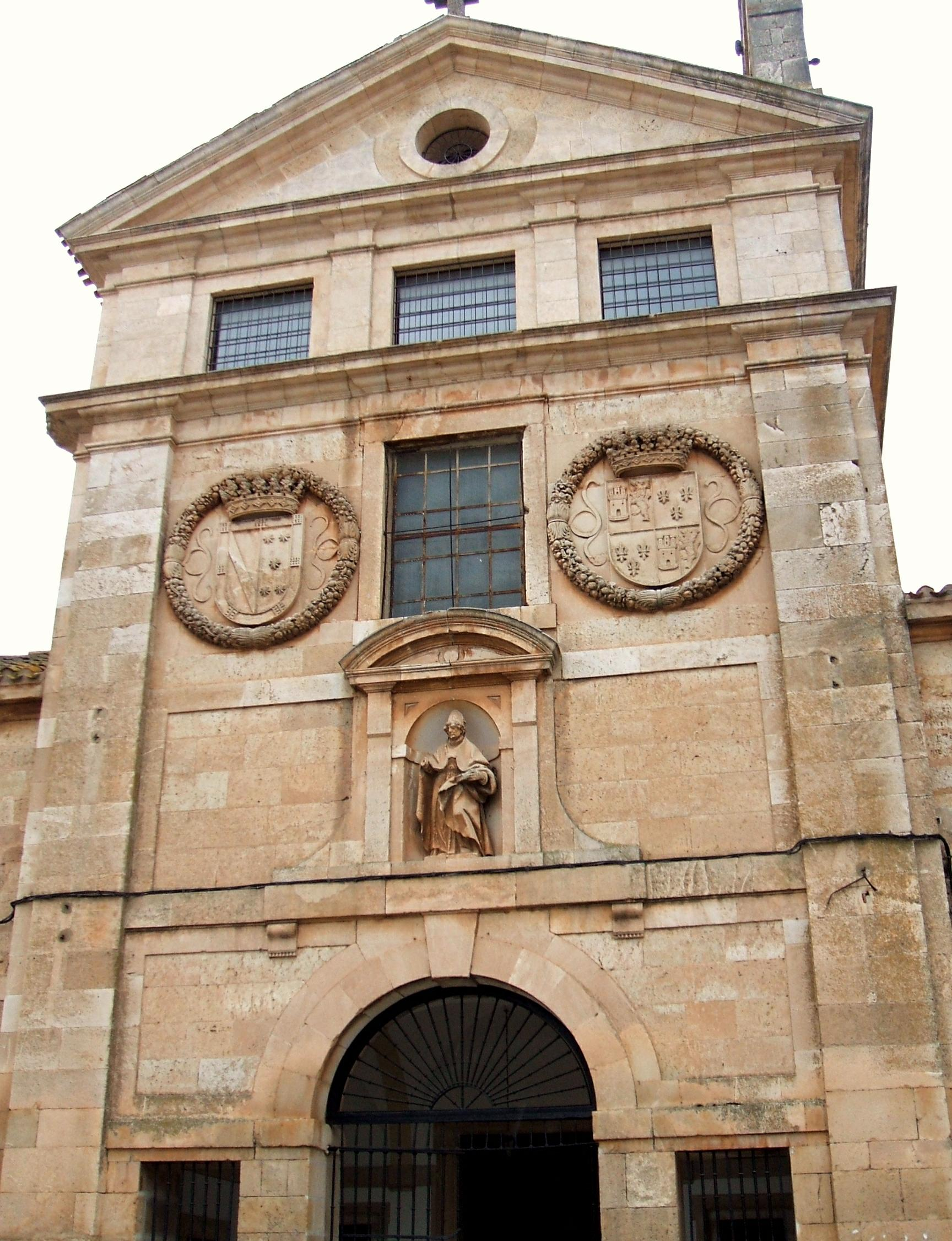
Kirchenfassade, oberhalb des palladiohaften Eingangs purer Klassizismus

Im Rahmen des Ausbaus der mittelalterlichen Kleinstadt Lerma zu einem repräsentativen Herzogssitz beschloss Francisco Gómez de Sandoval y Rojas (1553–1625), der Markgraf von Denia und Herzog (duque) von Lerma, eine Gemeinschaft von Dominikanerinnen in seiner Stadt anzusiedeln. Er wählte die unmittelbar an der Südseite des Herzogspalasts (Palacio Ducal) gelegene Kirche als seine Hauskirche; sie war durch einen – im 19. Jahrhundert abgerissenen – hochgelegenen Arkadengang mit dem Obergeschoss des Herzogspalasts verbunden.
Entwurfsarchitekt der Kirche war wohl zunächst Francisco de Mora, der auch die Pläne für den Herzogspalast entworfen hatte – er starb jedoch im Jahre 1610 und so befassten sich drei weitere Architekten mit der Bauausführung: Alberto de la Madre de Dios, Damián de Espinosa und Juan de Reoz. Der Bau wurde in den Jahren 1613–1617 fertiggestellt; Kirche und Konventsgebäude gelten als wichtige Vertreter des späten Herrera-Stils.
Mit einer Unterbrechung im 19. Jahrhundert leben noch immer Nonnen in den Klausurgebäuden; sie stellen handbemalte Keramikwaren her, die an Touristen verkauft werden.

## Architektur

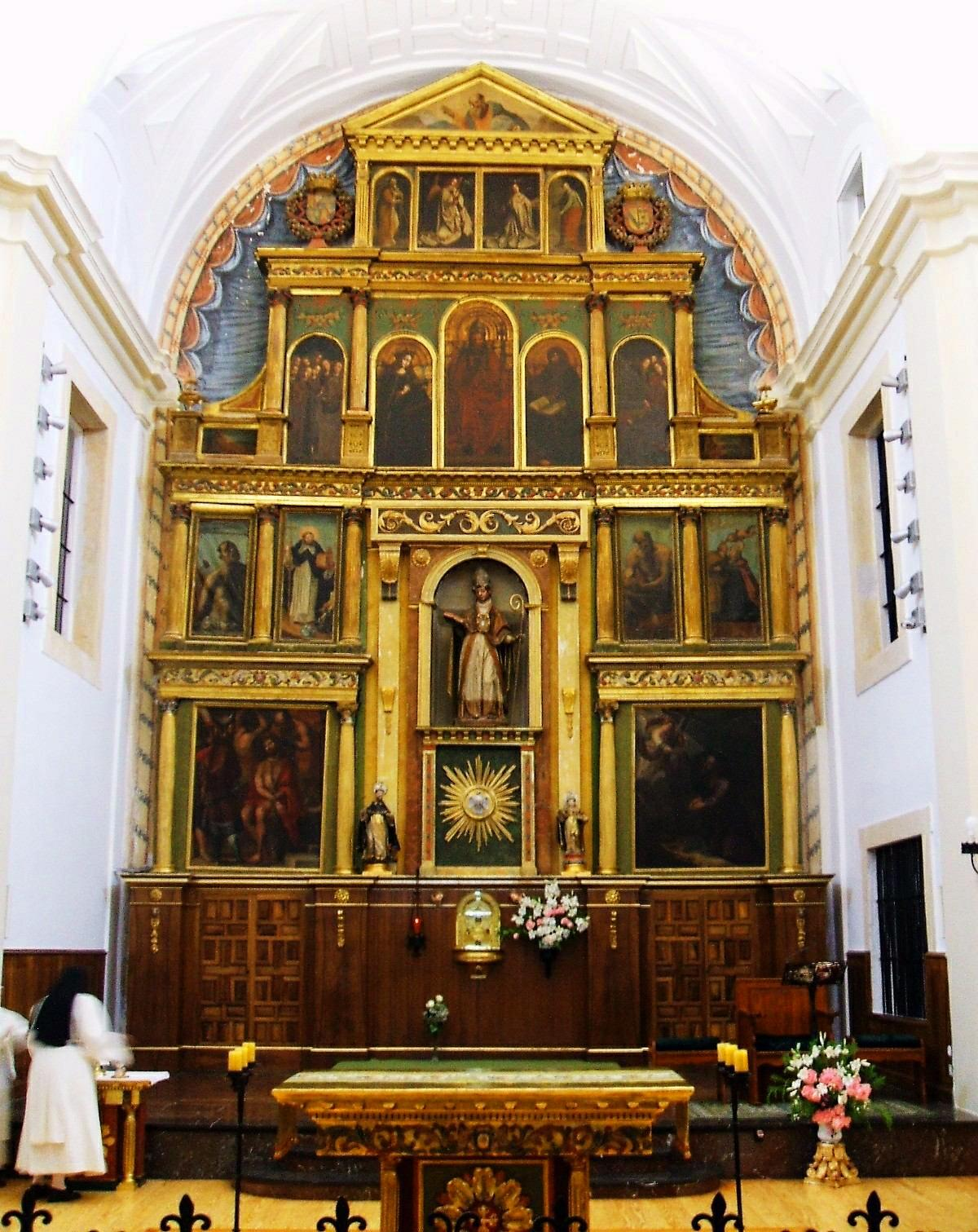
Altarretabel

### Fassade
Die Fassade der Kirche ist in einer klassizistischen Version der Renaissance gehalten, mit vertikalen Ecklisenen, horizontalen Gesimsen, einer Figurennische, zwei Wappen innerhalb von Kranzgirlanden sowie mehreren Rechteckfenstern. Sie wirkt allerdings nicht ganz so streng und linear wie die des benachbarten Herzogspalastes. Die Nischenfigur stellt den hl. Blasius dar, einen der 14 Nothelfer der katholischen Kirche; ihm ist die Kirche geweiht.

### Innenraum
Der einschiffige Innenraum ist weitgehend schmucklos gehalten. Typisch für Spanien ist das große Altarretabel an der Rückwand des flach geschlossenen Chorbereichs, das unter Wiederverwendung einiger älterer Bilder entstand und eine Holzstatue des hl. Blasius umgeben von anderen Heiligenbildern zeigt. Die Konzeption des in seinem geometrisch-linearen Aufbau insgesamt eher streng wirkenden Retabels wird Juan Gómez de Mora zugeschrieben, dem Neffen des bereits genannten Architekten Francisco de Mora.